# Iset Ta-Hemdžert
Iset Ta-Hemdžert nebo Isis Ta-Hemdžert byla egyptská královna z 20. dynastie, manželka Ramesse III. a matka Ramesse VI.
Pravděpodobně byla asijského původu, jméno její matky Hemdžert (nebo Habadžilat a Hebnerdžent) není egyptské, ale syrské. Je známo jen jedno z jejích dětí, a to faraon Ramesse VI. Existovaly domněnky, že byla rovněž matkou Ramesse IV., tyto hypotézy jsou však nyní definitivně zamítnuty. Vedle označení Velká královská manželka držela také titul Boží manželka a za vlády Ramesse VI. titul Královská matka. Je zmíněna na soše Ramesse III. v chrámu bohyně Mut v Karnaku. Dožila se panování svého syna Ramesse VI. Byla pohřbena v Údolí královen v hrobce QV51. Stavba hrobky začala během panování Ramesse III., ale byla dokončena až za vlády Ramesse VI. Později byla její hrobka vyloupena vykradači hrobů.